# Karl af Vendôme
Karl IV af Bourbon hertug af Vendôme, (født 2. juni 1489, død 25. marts 1537) var en fransk adelsmand ved Frans 1. af Frankrig hof. 
Han fødtes på Château de Vendôme som søn af François, greve af Vendôme og Marie af Luxemburg. I  1514 udnævntes han til pair af Frankrig, og han blev ophøjet fra greve af Vendôme til hertug af Vendôme. Han var tro mod kong Frans 1. og deltog i slaget ved Marignan 1515. Efter 1525, da kongen blev holdt fanget, blev han medlem af regentskabsrådet. 
Den 18. maj 1513 giftede han sig med Françoise d'Alençon, enke efter François d'Orléans, greve af Dunois. De fik 13 børn. 
Et af dem var Anton af Bourbon (1518 – 1562), der blev konge af Navarra og blev far til kong Henrik 4. af Frankrig og Navarra. 